# Vijaya Lakshmi Pandit
Vijaya Lakshmi Pandit  (Allahabad, 18 de agosto de 1900 – 1 de dezembro de 1990) foi uma diplomata e política da Índia, irmã de Jawaharlal Nehru, tia de Indira Gandhi e tia-avó de Rajiv Gandhi, os três primeiros-ministros da Índia.

## História familiar
O pai de Vijaya Lakshmi, Motilal Nehru (1861-1931), era um advogado rico que pertencia à comunidade de Pandit Kashmir e serviu duas vezes como presidente do Congresso Nacional da Índia durante a luta pela independência. A sua mãe, Swaruprani Thussu (1868-1938), veio de uma conhecida família de brâmanes de Caxemira e instalou-se em Lahore, foi a segunda esposa de Motilal, tendo morrido a primeira em trabalho de parto. Era o segundo de três filhos; Jawaharlal era onze anos mais velho do que ela (1889), enquanto sua irmã mais nova, Krishna Hutheesing (nascida em 1907) era uma escritora notável e escreveu vários livros sobre o seu irmão.
Em 1921, Vijaya casou com Ranjit Sitaram Pandit, um advogado bem-sucedido de Maharastra (era de Kathiawar) e um erudito clássico que traduziu Rajatarangini, o conto épico de Kalhana, de sânscrito para inglês. Ele foi preso por seu apoio à independência indiana e morreu na prisão de Lucknow em 1944, deixando Vijaya viúva e três filhas (Chandralekha Mehta, Nayantara Sehgal e Rita Dar). A sua filha Nayantara Sahgal, que mais tarde foi morar na casa de sua mãe em Dehradun, é uma conhecida romancista. Gita Sahgal, escritora e jornalista sobre temas de feminismo, fundamentalismo e racismo, diretor de documentários premiados e ativista de direitos humanos, é sua neta.

## Carreira diplomática e política
2043/5000
Vijaya Lakshmi foi a primeira mulher na Índia a ocupar um cargo no governo. Em 1937, foi eleita para a legislatura provincial das Províncias Unidas (uma província da Índia Britânica entre 1937 e 1947) e foi nomeada ministra do governo local, sendo responsável pela saúde pública. Manteve esta segunda posição até 1939 e novamente de 1946 a 1947. Em 1946 foi eleita para a assembleia constituinte das Províncias Unidas.
Após a independência da Índia em 1947, ela entrou no serviço diplomático e tornou-se embaixadora da Índia na União Soviética de 1947 a 1949, nos Estados Unidos e no México de 1949 a 1951, na Irlanda de 1955 a 1961 (quando também era Alta Comissária da Índia no Reino Unido e na Espanha de 1958 a 1961). Entre 1946 e 1968, dirigiu a delegação indiana nas Nações Unidas. Em 1953, tornou-se na primeira mulher presidente da Assembleia Geral das Nações Unidas.
Na Índia, ela serviu como governadora de Maharastra de 1962 a 1964, após o que foi eleita para o Lok Sabha por Phulpur, o ex-círculo do seu irmão de 1964 a 1968. Pandit era uma severa crítica da sua sobrinha, Indira Gandhi, depois de esta se tornar primeira-ministra da Índia em 1966. Pandit retirou-se da política ativa depois das relações entre elas azedarem. Ao se aposentar, mudou-se para Dehradun, no Vale Doon, no sopé do Himalaia. Ela deixou a sua reforma em 1977 para fazer campanha contra Indira Gandhi e contribuiu para a vitória de Janata Dal nas eleições de 1989. Foi escrito que tencionava candidatar-se à presidência, mas Neelam Sanjiva Reddy foi a única pessoa que se apresentou e ganhou eleições sem oposição.
Em 1979, foi nomeada representante da Índia junto da Comissão das Nações Unidas para os Direitos Humanos, após o que se aposentou da vida pública. A sua obra escrita inclui "The Evolution of India" (1958) e "The Scope of Happiness: A Personal Memoir" (1979).